# Newport (village, New York)
Pour les articles homonymes, voir Newport.
Ne doit pas être confondu avec Newport (New York).
Newport est un village situé dans le comté de Herkimer, dans l'État de New York, aux États-Unis,. En 2010, il comptait une population de 640 habitants.

## Démographie
Lors du recensement de 2010, le village comptait une population de 640 habitants. Elle est estimée, en 2019, à 600 habitants.